# Thomas Hauser (Schauspieler)

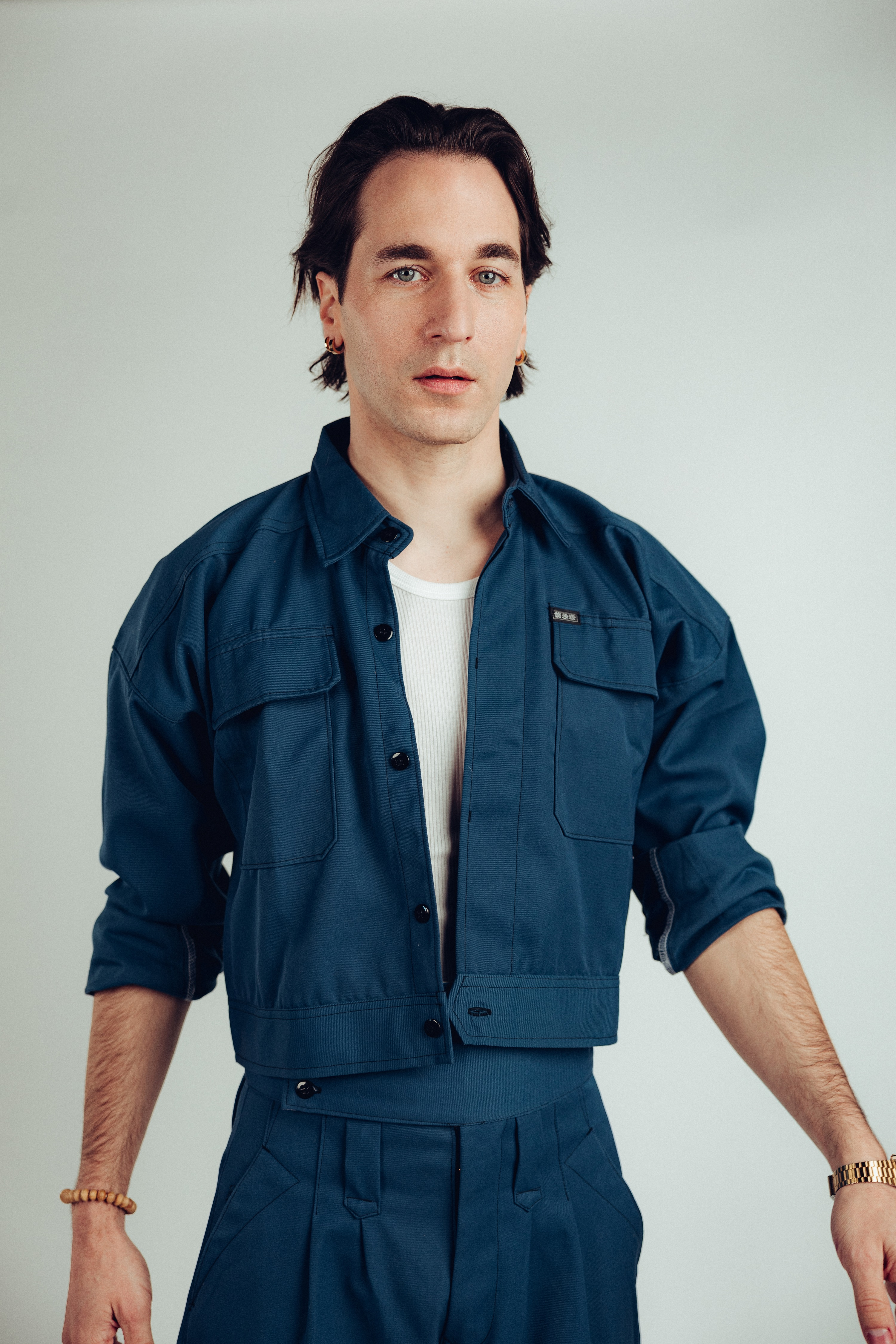
Thomas Hauser (2024). Foto: Joel Heyd

Thomas Hauser (* 1992 in Rosenheim) ist ein deutscher Schauspieler und Hörspielsprecher, der sowohl auf der Bühne als auch vor der Kamera und vor dem Mikrofon tätig ist.

## Ausbildung und künstlerische Karriere
Thomas Hauser absolvierte seine Schauspielausbildung an der Otto-Falckenberg-Schule in München. Während des Studiums erhielt er eine klassische Gesangsausbildung und arbeitete unter anderem mit dem Regisseur Dimiter Gotscheff an der Inszenierung „Zement“, die 2014 zum Berliner Theatertreffen eingeladen wurde.
Direkt nach dem Abschluss seiner Ausbildung wurde Hauser 2015 festes Ensemblemitglied an den Münchner Kammerspielen, wo er bis 2023 mit namhaften Regisseurinnen und Regisseuren wie Toshiki Okada, Stefan Pucher, Alexander Giesche, Susanne Kennedy und anderen zusammenarbeitete. Er entwickelte dort eine eigene künstlerische Handschrift und war an zahlreichen Produktionen beteiligt. Seit der Spielzeit 2024/2025 ist Hauser festes Ensemblemitglied am Residenztheater München. Neben seiner Theaterarbeit ist Hauser auch als Sänger aktiv und tritt seit 2015 europaweit in der Titelrolle der Oper „Alan Turing“ von Pierre Jodlowski (Libretto: Frank Witzel) auf. Er engagiert sich zudem in der freien Szene, spielt Flöte und praktiziert Kung Fu. Hauser ist Mitbegründer des „Kapitæl2Kolektif“ mit Kommilitonen um Regisseur Ersan Mondtag.
Zu den bekanntesten Fernsehrollen Hausers zählen Auftritte in der Krimireihe „Tatort“ (2025), in „Der Alte“ (2020) sowie im Science-Fiction-Film „Planet Magnon“ (2024). Darüber hinaus spielte er Hauptrollen in mehreren Kurzfilmen, unter anderem an der Hochschule für Fernsehen und Film München.
Thomas Hauser lebt in München.

## Filmografie (Auswahl)
- 2020: Der Alte (als Fotograf)
- 2024: Planet Magnon
- 2025: Tatort (als Fabian Pavlou)

## Hörspiele (Auswahl)
- 2001: Frieder Butzmann: Das Spunkkrachlexikon – Komposition, Technische Realisierung und Regie: Frieder Butzmann (Ars acustica – DLR (Auftragsproduktion))
- 2017: Frank Witzel: Die apokalyptische Glühbirne – Regie: Leonhard Koppelmann (Original-Hörspiel – BR)
- 2018: Mirna Funk: Auf einem einzigen Blatt Papier (Yonathan) – Regie: Stefanie Ramb (Originalhörspiel – BR)
- 2018: Frank Witzel: Stahnke (1., 6. und 14. Folge) (Dietrich) – Regie: Leonhard Koppelmann (Originalhörspiel, Kriminalhörspiel – BR)
- 2019: Martin Schneitewind: An den Mauern des Paradieses (2 Teile) – Bearbeitung und Regie: Ulrich Lampen (Hörspielbearbeitung – BR)
- 2019: Franz Dobler: Radio-Tatort: Mörder und Gespenster (Jonas Richter) – Regie: Ulrich Lampen (Originalhörspiel, Kriminalhörspiel – BR)
- 2020: Friedrich Ani: Der namenlose Tag (1. Teil) (Ensemble) – Bearbeitung und Regie: Martin Heindel (Hörspielbearbeitung, Kriminalhörspiel – BR)
- 2022: Elena Ferrante: Die Geschichte der getrennten Wege. Neapolitanische Saga (4 Teile) – Bearbeitung und Regie: Martin Heindel (Hörspielbearbeitung – BR)
- 2023: Maja Das Gupta: Liberté – Regie: Alexandra Distler (Originalhörspiel – BR) – Ausgezeichnet als Hörspiel des Monats Februar 2023[7]

## Theater (Auswahl)

### Münchner Kammerspiele
- 2017: No Sex (als Banyan). Von Toshiki Okada. Inszenierung: Toshiki Okada
- 2019: König Lear (als Edmund). Von Thomas Melle nach William Shakespeare. Inszenierung: Stefan Pucher

### Residenztheater München
- 2024: Das Schloss (Ensemble). Nach Franz Kafka. Inszenierung: Karin Henkel[8][9][10][11][12][13][14][15]
- 2024: Eine Zierde für den Verein – Vom Rauchen, Sporteln, Lieben und Verkaufen (als Rhi / Meta / Scharrer). Nach dem Roman von Marieluise Fleißer (für die Bühne bearbeitet von Elsa-Sophie Jach und Constanze Kargl). Inszenierung: Elsa-Sophie Jach[16]
- 2025: Life continues to be incredibly beautiful – Szenische Lesungsperformance aus John Cages Briefen. Inszenierung: FX Mayr[17]
- 2025: 77 Versuche, die Welt zu verstehen (Ensemble). Eine südkoreanisch-deutsche Stückentwicklung von Kyung-Sung Lee mit Texten von Hong-Do Lee und Ensemble nach «Kleines Organon für das Theater» von Bertolt Brecht. Inszenierung: Kyung-Sung Lee[18][19][20][21]

## Auszeichnungen
- 2019: Förderpreis des Vereins zur Förderung der Münchner Kammerspiele
- 2025: Förderpreis für besondere schauspielerische Begabung und Leistung beim Kurt-Meisel-Preis der Freunde des Residenztheaters e. V.[22]